# El secret de l'Unicorn
El secret de l'Unicorn és la primera part d'una aventura que continua en el següent àlbum, El tresor de Rackham el Roig. Es tracta de l'onzè àlbum de Les aventures de Tintín i Milú creat per Hergé. Es va publicar per entregues, en blanc i negre, al diari Le Soir entre l'11 de juny de 1942 i el 14 de gener de 1943, amb una breu interrupció. La primera edició en àlbum va aparèixer l'any 1943, en color.

## Argument
En Tintín compra una maqueta d'un vaixell pel capità i resulta ser una rèplica d'un vaixell d'un avantpassat del seu amic Arxibald Haddock, el cavaller de Haddock, el qual lluità amb Rackham el Roig, que posseïa un gran tresor. Descobreixen un pergamí dins el vaixell, però en falten dos més, que són robats pels germans Ocell, que viuen al castell de Molins de Dalt. Un cop recuperats els tres pergamins ja poden anar a buscar el tresor. Juntament amb la seva continuació, El tresor de Rackham el Roig, és l'aventura de Tintín més venuda al món. A la Comunitat Francesa de Bèlgica se'n vengueren 30.000 exemplars de la primera tirada.